# Battleground (2015)
Battleground (2015) — щорічне pay-per-view шоу «Battleground», що проводиться федерацією реслінгу WWE. Шоу відбулося 19 липня 2015 року у Скоттрейд-центр у місті Сент-Луїс, Міссурі, США. Це було третє шоу в історії «Battleground». Шість матчів відбулися під час шоу та ще один перед показом.